# Victor Bucaille
Pour les articles homonymes, voir Bucaille.
Victor Bucaille, né le 26 juillet 1890 au Havre (Seine-Maritime) et mort le 31 décembre 1969 à Paris (Seine), est homme politique et journaliste français.

## Biographie
Victor Marie Eugène Bucaille est avocat à la Cour d’appel et fut conseiller municipal du 6e arrondissement de Paris (quartier Odéon) de 1925 à 1944, et syndic du Conseil municipal de Paris de 1929 a 1940. Il poursuit ses fonctions après la guerre : en 1945, il est nommé conseiller municipal du 6e arrondissement et réélu en 1953, conseiller municipal du 1er secteur.
Il commence sa carrière dans les milieux intellectuels catholiques, notamment a l'ACJF dont il a été le vice-président.
Il a été le collaborateur de la revue Les Nouvelles littéraires et du Figaro.

## Ouvrages
- Monographie sur Georges Goyau, Édition SPES à Paris, sans date, 72 pages.
- Montalembert[6], Éditions du « Petit démocrate », sans date, 50 pages.
- Frédéric Ozanam[7], Éditions SPES à Paris, sans date, 235 pages.

## Décorations
- Ordre de la Francisque[8]
- Commandeur de la Légion d'honneur (1958)[9]
- Commandeur de l'ordre du Mérite civil (1960)[10]